# Torsten Frings
Torsten Klaus Frings (n. 22 noiembrie 1976) este un fotbalist de naționalitate germană retras din activitate, care a jucat, printre altele, la Werder Bremen și în naționala de fotbal a Germaniei.

## Legături externe
- Site web oficial de
- de Torsten Frings la fussballdaten.de
- Torsten Frings la weltfussball.de de
- Torsten Frings pe site-ul National-Football-Teams.com